# El Repecho
El Repecho är en ort i Mexiko.   Den ligger i kommunen Altamira och delstaten Tamaulipas, i den östra delen av landet, 400 km norr om huvudstaden Mexico City. El Repecho ligger 11 meter över havet och antalet invånare är 380.
Terrängen runt El Repecho är mycket platt. Runt El Repecho är det ganska tätbefolkat, med 104 invånare per kvadratkilometer. Närmaste större samhälle är Tampico, 18,3 km sydost om El Repecho. Trakten runt El Repecho består huvudsakligen av våtmarker.